# Старцево (Верхньокамський район)
Ста́рцево (рос. Старцево) — селище у складі Верхньокамського району Кіровської області, Росія. Входить до складу Рудничного міського поселення.
Населення становить 136 осіб (2010, 232 у 2002).
Національний склад станом на 2002 рік — росіяни 89 %.